# أحزاب سياسية في بورتوريكو
هذه المقالة تضم قائمة الأحزاب في بورتوريكو
بورتوريكو لديها نظام انتخابي هجين يعتد "الفوز للأكثر أصواتا"، فيمكن للناخب أن يصوت للحزب أو المرشح أو كليهما. ولكي يتأهل الحزب السياسي بشكل رسمي (وبالتالي يظهور على ورقة الاقتراع الانتخابية)، يجب على الطرف التقيد بالمعايير المنصوص عليها من قبل قانون الانتخابات في بورتوريكو.
وتصنف هذه المعايير الأحزاب السياسية على النحو التالي:
- الحزب الرئيسي - الذي حصل على ما لا يقل عن 3٪ من أصوات البطاقة المباشرة المدلى بها في الانتخابات العامة السابقة، أو 7٪ من أصوات الحزب للحاكم والمفوض المقيم، أو 5٪ من أصوات حكام المقاطعات.
- الحزب الرئيسي للأغلبية - الذي حصل على أغلبية أصوات المرشحين الحاكمين في الانتخابات العامة السابقة.
- الحزب الذي قدم الالتماس - الذي قدم الحد الأدنى من التوقيعات المطلوبة لتسجيله كحزب جديد (حاليا 3 في المئة من مجموع جميع الأصوات المدلى بها للحاكم في الانتخابات العامة السابقة)

والأحزاب السياسية التي تفي بالمعايير المذكورة معتمدة من قبل لجنة الانتخابات الحكومية.

## الأحزاب

### الحاضر
حتى عام 2016، بورتوريكو بها أربعة أحزاب انتخابية مسجلة:
| الاسم (بالعربية)                                  | الاسم (بالإسبانية)                     | الاختصار | القائد الحالي          | التوجه السياسي |
| ------------------------------------------------- | -------------------------------------- | -------- | ---------------------- | --- |
| الحزب التقدمي الجديد                              | Partido Nuevo Progresista              | PNP      | ريكاردو روسيلو         | مؤيد للإدخال في الولايات المتحدة |
| الحزب الديمقراطي الشعبي                           | Partido Popular Democrático            | PPD      | أليخاندرو غارسيا باديا | مؤيد للكومنولث، مؤيد للحكم الذاتي: يختلف عن ولاية اتحادية أو إقليم. ولاية حرة مشاركة" Estado Libre Asociado كما هو منصوص عليه في قانون عام 1950 |
| حزب العمل                                         | Partido del Pueblo Trabajador          | PPT      | رافايل برنابي ريفكول   | مؤيد للطبقة العاملة، مؤيد لرفاه العمال |
| حزب استقلال بورتوريكو (لم يستوفي معايير الاعتراف) | Partido Independentista Puertorriqueño | PIP      | روبن بيريوس            | مؤيدة للاستقلال والديمقراطية الاشتراكية |